# District de Virudhunagar
Le district de Virudhunagar est un district de l'état du Tamil Nadu, dans le sud de l'Inde.

## Géographie
Sa capitale est Virudhunagar.
La superficie du district est de  4241 km². Au recensement de 2011, il comptait 1 942 288 habitants.